# Frydrychowo (powiat sępoleński)
Frydrychowo – kolonia w Polsce, położona w województwie kujawsko-pomorskim, w powiecie sępoleńskim, w gminie Więcbork. Miejscowość jest położona nad jeziorem Ostrowo.
W latach 1975–1998 miejscowość należała administracyjnie do województwa bydgoskiego.